# Івнінг-Шейд (Оклахома)
Івнінг-Шейд (англ. Evening Shade) — переписна місцевість (CDP) в США, в окрузі Секвоя штату Оклахома. Населення — 378 осіб (2020).

## Географія
Івнінг-Шейд розташований за координатами 35°37′16″ пн. ш. 94°54′19″ зх. д. / 35.62111° пн. ш. 94.90528° зх. д. (35.620973, -94.905374).  За даними Бюро перепису населення США в 2010 році переписна місцевість мала площу 34,66 км², з яких 34,49 км² — суходіл та 0,17 км² — водойми.

## Демографія
Згідно з переписом 2010 року, у переписній місцевості мешкало 359 осіб у 161 домогосподарстві у складі 104 родин. Густота населення становила 10 осіб/км².  Було 252 помешкання (7/км²).
Расовий склад населення:
| - 62,4 % — білих - 25,1 % — корінних американців |

До двох чи більше рас належало 12,3 %. Частка іспаномовних становила 0,8 % від усіх жителів.
За віковим діапазоном населення розподілялося таким чином: 19,2 % — особи молодші 18 років, 59,6 % — особи у віці 18—64 років, 21,2 % — особи у віці 65 років та старші. Медіана віку мешканця становила 51,1 року. На 100 осіб жіночої статі у переписній місцевості припадало 99,4 чоловіків;  на 100 жінок у віці від 18 років та старших — 101,4 чоловіків також старших 18 років.
Середній дохід на одне домашнє господарство  становив 38 260 доларів США (медіана — 25 469), а середній дохід на одну сім'ю — 60 396 доларів (медіана — 59 531). За межею бідності перебувало 15,1 % осіб, у тому числі 0,0 % дітей у віці до 18 років та 14,0 % осіб у віці 65 років та старших.
Цивільне працевлаштоване населення становило 120 осіб. Основні галузі зайнятості: мистецтво, розваги та відпочинок — 31,7 %, освіта, охорона здоров'я та соціальна допомога — 17,5 %, публічна адміністрація — 12,5 %, виробництво — 8,3 %.